# テクノス
テクノス（Technos）は、時計ブランドである。1924年に商標登録され、第二次世界大戦後は主に日本とブラジルで人気を博した。現在はブラジル企業がブランドを保有している。

## 概要
1900年にメルヒオーア・グンツィンガー(Melchior Gunzinger)が、ゾロトゥルン州のヴェルシェンローアに開設した時計工房を前身とする。
1920年にメルヒオーアの息子ヨーゼフ・グンツィンガー(Josef Gunzinger)がGebrüder Gunzinger AGを設立。1924年からテクノスブランドの時計を生産開始。1970年代には世界に腕時計を輸出し、特に日本とブラジルへの輸出量が多かった。1971年に会社はGeneral Watch Companyの傘下となりASUAGグループに入る。
ブラジルでは1956年から輸入が始まり、1970年代には輸入元がテクノスブランドを取得してブラジル国内で腕時計の生産を開始した。このテクノス・ダ・アマゾニア社(TECHNOS DA AMAZONIA IND. E COM. LTDA.)は、現在では年間100万個以上の腕時計を生産するブラジル最大の時計メーカーである。2001年からは、ブラジル国外への輸出を開始している。
日本では1952年に平和堂貿易が総代理店契約を結び販売していた。近年では、ティーツーインターナショナルが日本の総代理店となっている。

## 代表的なモデル
- ボラゾン
- カイザー
- スカイシリーズ

## テレビ番組への商品提供
テクノスはテレビ番組に商品を提供することで一般への知名度を上げた。「スイスの高級腕時計、テクノスをペアで差し上げます。」のセリフは1970年代のクイズ番組でよく使われていた。酒田時計貿易も同様の手法を「ラドー」で行っていた。